# Membri della Legione Mortale
La Legione Mortale è il nome di sei gruppi di personaggi malvagi dei Marvel Comics.

## Componenti

### La Legione Mortale del Sinistro Mietitore
Creata da Roy Thomas e John Buscema, è apparsa in The Avengers #78-79 (luglio - agosto 1970).

Leader:
- Sinistro Mietitore - Criminale pazzo con una mano sostituita da una falce tecnologica dotata di armi avanzate

Componenti:
- Laser Vivente - Inventore di armi laser tecnologicamente avanzate
- Uomo Scimmia - Uno dei più grandi guerrieri del Wakanda, che ha ottenuto una forza sovrumana grazie a un rito proibito
- Power Man - Dotato di forza e resistenza sovrumane grazie a un'esposizione ai raggi ionici
- Spadaccino - Maestro di spada, con una spada dotata di armi tecnologiche

### La Legione Mortale del Conte Nefaria
Creata da Jim Shooter e diversi disegnatori, è apparsa in The Avengers #164-166 (ottobre - dicembre 1977).

Leader:
- Conte Nefaria - Un signore del crimine, uno degli uomini più ricchi al mondo.

Componenti:
- Laser Vivente
- Power Man
- Trottola Umana - Un mutante in grado di far ruotare il suo corpo a velocità sovrumana

### La Terza Legione Mortale
Creata da Steve Englehart e Al Milgrom, è apparsa in West Coast Avengers Vol. 2 #1 e #2 (ottobre - novembre 1985).

Leader:
- Sinistro Mietitore

Componenti:
- Artiglio Nero - Uno stregone voodoo in grado di creare e controllare degli zombie
- Golia - Power Man, che può crescere fino a un'altezza di 20 metri
- Uomo Scimmia
- Nekra - Uno spirito della morte
- Ultron-12 - Potentissimo robot intelligente

### La Legione Mortale del Porcospino
È apparsa in Marvel Age Annual #1 (1985).

Leader:
- Porcospino - Un criminale in costume da battaglia

Componenti:
- Attuma - Un barbaro di Atlantide
- Batroc il Saltatore - Un abile lottatore francese
- lo Scarabeo - Un ingegnere che ha inventato un costume da battaglia che gli permette di volare
- Black Tiger
- Kurr'fri - Un membro dei Sauri incontrati da Ms. Marvel
- l'Uomo-Gorilla
- Piledriver
- Sabretooth - Un mutante con l'aspetto di un animale selvaggio
- Thundra - Una donna dotata di super-forza
- Trapster - Un criminale abilissimo con gli adesivi
- l'Unicorno
- la Trottola Umana
- Wrecker - Un criminale con un piede di porco incantato che gli dona una forza sovrumana

### La quinta Legione Mortale
Creata da Roy Thomas and Tim Dzon, è apparsa in The West Coast Avengers #98-100 (settembre-novembre 1993).

Leader:
- Satannish - Un demone

Componenti:
- Hangman (Jason Roland) - un aspirante attore che ha stretto un patto con un demone
- Axe of Violence - basata sulla figura di Lizzie Borden, con un'ascia al posto di una mano
- Coldsteel - una versione gigante del leader sovietico Joseph Stalin dotato di forza sovrumana
- Cyana - una versione demoniaca di Lucrezia Borgia dotata di artigli velenosi
- Zyklon - versione demoniaca dell'ufficiale nazista Heinrich Himmler in grado di vomitare fumo tossico dalla bocca

### La sesta Legione Mortale
Creata da Frank Tieri e diversi disegnatori, è apparsa in Dark Reign: Lethal Legion #1 - 3 (giugno - agosto 2009).

Leader:
- Il Sinistro Mietitore

Componenti:
- Nekra
- l'Uomo Assorbente - Un teppista che dopo aver bevuto una pozione è in grado di assorbire le caratteristiche di qualunque cosa tocchi
- Gargoyle - Un chimico francese in grado di trasformare le persone in pietra per un'ora con un semplice tocco
- lo Squalo Tigre - Un criminale con il DNA di uno squalo
- Mister Hyde - Uno scienziato inventore di una formula che gli dà forza sovrumana
- Wonder Man - dotato di super forza e resistenza grazie ai raggio ionici